# Susan Hubbard
Susan Hubbard, née en 1951 à Syracuse, est une écrivaine de fiction américaine, et professeure à l'université du centre de la Floride.

## Biographie
Originaire du nord de l'État de New York, Susan Hubbard est l'auteure de nouvelles publiées dans des revues à diffusion nationale et internationale, dont Ploughshares, TriQuarterly et le Mississippi Review. Ses écrits son traduits dans plus de quinze pays, dont l'Australie, l'Angleterre, la France, l'Allemagne, les Pays-Bas, l'Indonésie, l'Italie, le Portugal, l'Espagne et Taïwan, et sont également enseignés en Amérique et au Royaume-Uni.
Susan Hubbard vit à Cap Canaveral, et dispense un cours de création littéraire à l'Université d'Orlando.

## Carrière littéraire
En 2000, Susan Hubbard est la coéditrice avec Robley Wilson de l'anthologie de fiction, 100% Pure Florida Fiction publiée par l'University Press of Florida. Cette anthologie de la fiction moderne en Floride présente le travail de vingt-et-un écrivains reconnus ou émergents, tels que Frederick Barthelme, Alison Lurie, Jill McCorkle, Peter Meinke ou encore Joy Williams. Passant en revue plus de 600 histoires dans des livres, des magazines, des revues littéraires et Internet, les éditeurs ont sélectionné le meilleur de la fiction de la Floride pendant ces dernières décennies.
Susan Hubbard participe comme autrice à des projets de création à Yaddo, au Djerassi Resident Artists Project, au Virginia Center for Creative Arts et au Cill Rialaig Arts Centre. Elle et accueillie en résidence au Georgia College, au Georgia Southern University Armstrong Campus, au Pitzer College, ou à The National Writer's Voice à Tampa. L'écrivaine est régulièrement invitée à des lectures et allocutions publiques sur l'art de l'écriture,. 
L'autrice est à l'origine d'un genre nouveau au sein de la science fiction avec la trilogie The Society of S. (2008), The Year of Disappearances (2009) et The Season of Risks (2010). Son inventivité réside dans le portrait de vampires érudits et cultivés, aimant parler de littérature et de philosophie, s’intéressant à la science et participant aux débats politique. Aux États-Unis, la trilogie est qualifiée d’« Ethical Vampire series ».

## Reconnaissance
Susan Hubbard est lauréate du Winner of the Associated Writing Programs' Award in Short Fiction pour Walking on Ice. A travers ces histoires, l'autrice dépeint un monde dans lequel les relations humaines deviennent de plus en plus fragiles et où la confiance est au mieux hésitante. Les hommes et les femmes affrontent les risques inattendus de la vie quotidienne à Boston, en Irlande du Nord, au Connecticut, dans les Highlands écossais et dans l'État de New York.
En 1999, elle est récompensée pour Blue Money du Prix Janet Heidinger Kafka, décerné chaque année pour la fiction d'une femme américaine. Dans cet, Susan Hubbard crée un monde dans lequel les choses les plus ordinaires peuvent être magiques et les personnes les plus ordinaires peuvent être extraordinaires.
Susan Hubbard a également reçu des prix d'enseignement de l'Université de Syracuse ou de l'Université Cornell. En 2008, elle reçoit le prix de professeure émérite du College of Arts & Humanities de l'Université de Floride centrale. 
De 2002 à 2003, Susan Hubbard est la présidente des Associated Writers and Writing Programs (AWP). 

### Publication
- Walking on Ice, University of Missouri Press, 1990,  (ISBN 9780826207524)
- Blue Money, University of Missouri Press, 1999,  (ISBN 9780826212108)
- Lisa Maria's Guide for the Perplexed, Red Dress Ink, 2004,  (ISBN 9780373250615)
- Lisa Maria Takes Off, Red Dress Ink, 2005,  (ISBN 9780373895175)
- The Society of S. Simon and Schuster, 320p, 2008,  (ISBN 9781416534587)
- The Year of Disappearances, Simon and Schuster, 287p, 2009,  (ISBN 9781416552710)
- The Season of Risks, Simon and Schuster, 286p, 2010,  (ISBN 9781439183427)

### Édition
- 100% pure Florida fiction: an anthology, Susan Hubbard, Robley Wilson, University Press of Florida, 232p, 2000,  (ISBN 9780813017532)

### Traduction
- La société des S, traduction de Marion Danton, L'École des loisirs, 2011,  (ISBN 2211097669)
- Le temps des disparitions, traduction de Marion Danton, L'École des loisirs, 2011,  (ISBN 2211097634)
- La saison des dangers, traduction de Marion Danton, L'École des loisirs, 2012,  (ISBN 2211208177)

## Récompenses
- 1990 : Associated Writing Programs' Award in Short Fiction
- 1999 : Prix Janet Heidinger Kafka
- 2008 : College of Arts & Humanities' Distinguished Researcher Award, Université de Floride centrale